# Österreichische Judo-Damen-Mannschaftsmeisterschaft 1990
Die Österreichische Judo-Damen-Mannschaftsmeisterschaft 1990 ermittelte zum 9. Mal den Österreichischen Mannschaftsmeisters im Judo. Sie wurde vom Österreichischen Judoverband ausgetragen. Sieger war zum 7. Mal der Vereinsgeschichte der JGV Wien.

## Tabelle
| Position | Mannschaft             | Ort          | Bundesland | Quelle |
| -------- | ---------------------- | ------------ | ---------- | ------ |
| 1        | JGV Wien               | Wien         | Wien       | [ 2 ]  |
| 2        | WKG Kufstein/Innsbruck | Kufstein     | Tirol      | [ 3 ]  |
| 3        | ASVÖ Salzburg          | Salzburg     | Salzburg   | [ 3 ]  |
| 3        | JC Straßwalchen        | Straßwalchen | Salzburg   | [ 3 ]  |
| 5        | SU Döbling             | Döbling      | Wien       | [ 3 ]  |
| 5        | WAT Leopoldstadt       | Leopoldstadt | Wien       | [ 3 ]  |

Stand: 2025-02-26

## Begegnungen
| Round     | Datum             | Ort                | Mannschaft 1    | Mannschaft 2           | Siege 1 | Siege 2 | Quelle |
| --------- | ----------------- | ------------------ | --------------- | ---------------------- | ------- | ------- | ------ |
| Finale    | 25. November 1990 | Wiener Budo-Center | JGV Wien        | WKG Kufstein/Innsbruck | 4       | 3       | [ 3 ]  |
| Platz 3/4 | 25. November 1990 | Wiener Budo-Center | JC Straßwalchen | SU Döbling             | 4       | 3       | [ 3 ]  |
| Platz 3/4 | 25. November 1990 | Wiener Budo-Center | ASVÖ Salzburg   | WAT Leopoldstadt       | 6       | 1       | [ 3 ]  |
| Vorrunde  | 25. November 1990 | Wiener Budo-Center | JC Straßwalchen | WAT Leopoldstadt       | 2       | 3       | [ 3 ]  |